# Arma incendiària
|  | No s'ha de confondre amb Artifici incendiari. |

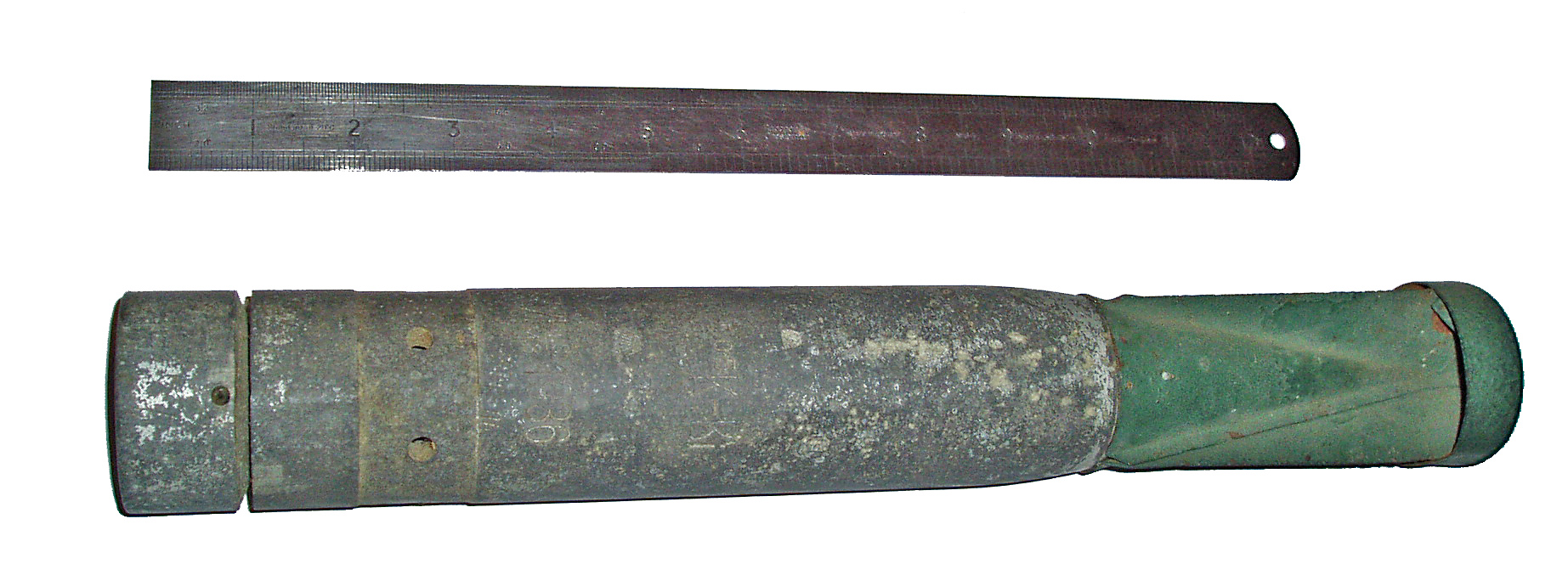
Una bomba incendiària alemanya de la Segona Guerra Mundial.

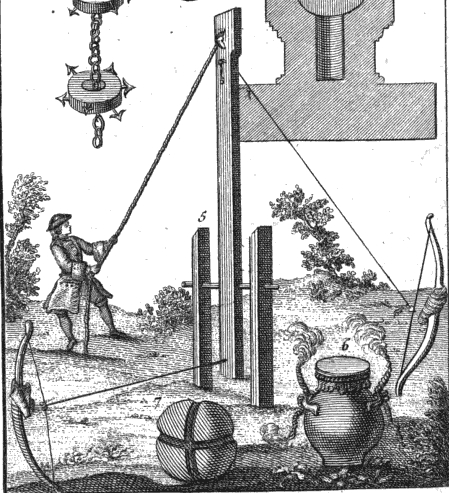
«Balista per llençar càntirs de foc», extret de l'Assaig sobre l'ús del foc als espectacles i la guerra (1745)

Una bomba incendiària és una arma ofensiva projectada per iniciar incendis o destruir equipaments sensibles. Utilitzen acceleradors de foc com: napalm, termita, tri-fluorur de clor o també fòsfor blanc. Tot i que reben el nom de bombes, en realitat tenen un mètode d'operació gairebé invers, que retarda la reacció de combustió per aconseguir l'efecte desitjat, en lloc d'accelerar-la per obtenir una detonació. Per exemple, el Napalm és un petroli especialment rebaixat amb certs productes químics formant un "gel" per retardar la combustió, sense aturar-la, alliberant energia durant un temps més llarg que un dispositiu explosiu. En el cas del napalm, el gel s'adhereix a superfícies i resisteix la seva eliminació.

## Desenvolupament i ús

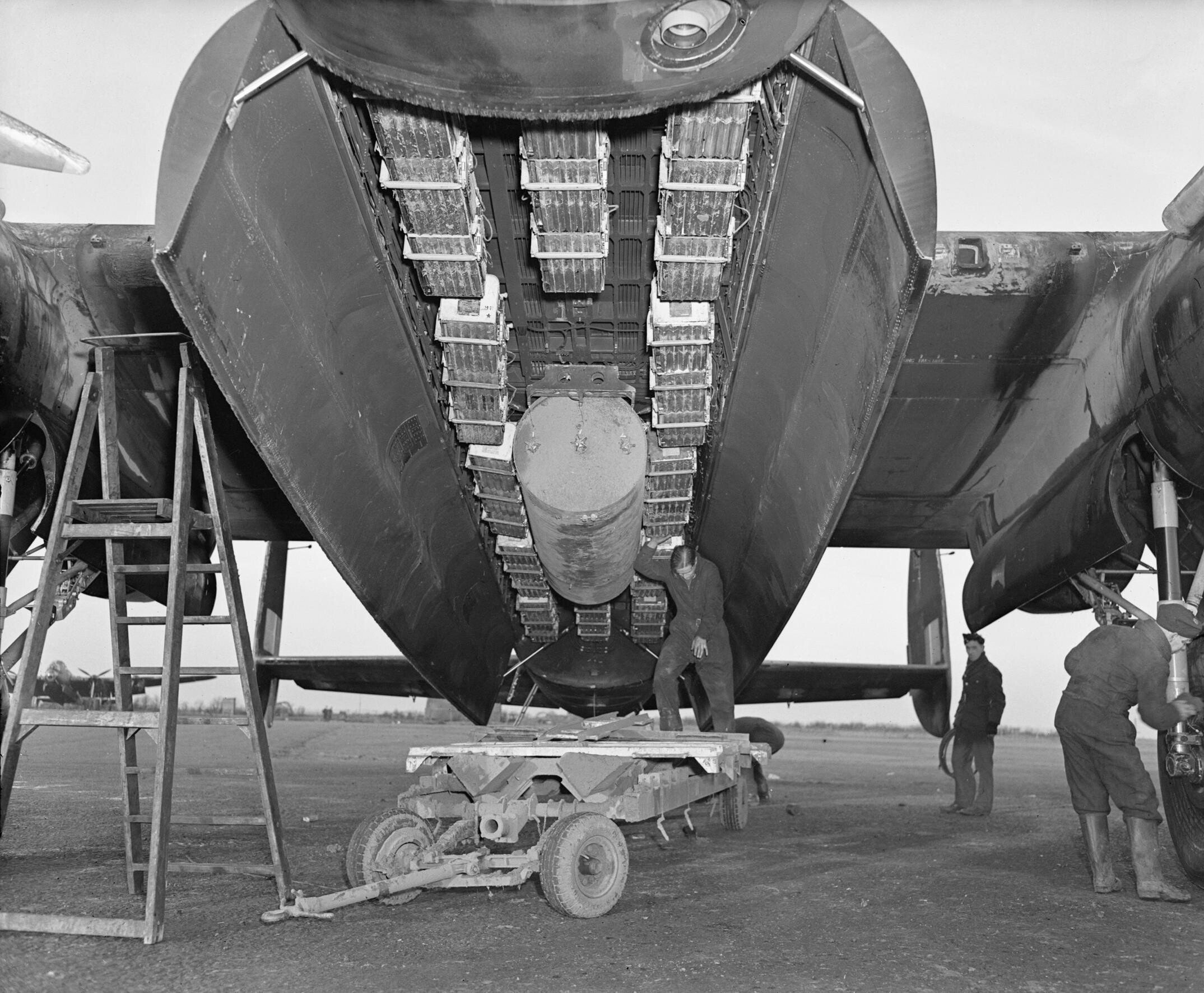
Porta oberta d'un Avro Lancaster que mostra la bomba Blockbuster de 4,000 lliures i apart, 12 contenidors cadascun amb 236 bombes de 4 lb.

Les bombes incendiàries van ser dissenyades per a destruir els centres de producció d'armes de guerra. Van ser utilitzades com una arma explosiva de gran efectivitat en la Segona Guerra Mundial. Unes bombes grans eren omplertes amb petites bombes incendiàries (de dispersió) i dissenyades per obrir-se a determinada altitud escampant en àrees de gran extensió. Una càrrega explosiva és la iniciadora de l'acció en cadena. El material explosiu crema a temperatures extremes i incendiarà la majoria dels edificis de fusta o altres materials combustibles (els edificis de pedra solen resistir la destrucció incendiària, llevat que s'hagi obert un forat en la seva estructura amb una gran explosió).
S'han utilitzat com a  armes de guerra, amb un ús massiu amb la possibilitat de causar un " Feuersturm" (un incendi general d'aire ardent que destrueix grans zones de territori), com durant el bombardeig estratègic durant la Segona Guerra Mundial a Alemanya i al Japó. Es poden utilitzar per "netejar" una àrea, per exemple, per als propòsits de "desforestació" del camp enemic, com va passar durant la "Guerra del Vietnam".

## Ús en conflictes majors delseglexx

### Primera Guerra Mundial

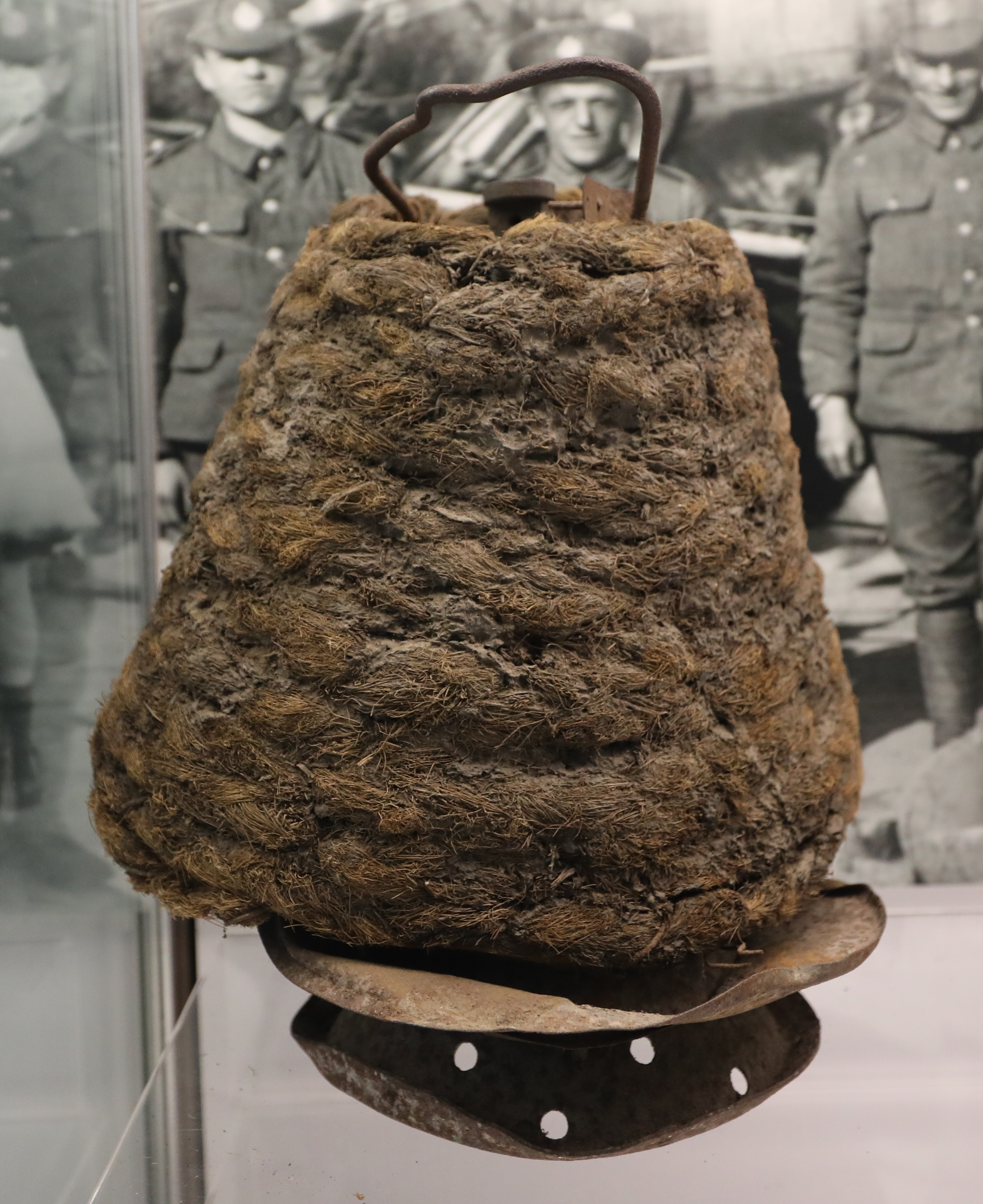
Bomba incendiària llançada a Southend-on-Sea el 1916

Les primeres bombes incendiàries llançades durant la Primera Guerra Mundial, els alemanys van deixar caure sobre les ciutats de la costa sud d'Anglaterra, la nit del 18 al 19 de gener de 1915. Es tractava d'un petit nombre de contenidors amb aletes, plens de querosè i petroli, embolicats amb una corda que es llançaven des de dirigibles zeppelin. El 8 de setembre de 1915, el zeppelin L-13 en va deixar caure una gran quantitat, però els efectes i els danys foren bastant limitats, encara que van tenir un cert efecte sobre la moral de la població civil del Regne Unit. El comandant de la flota aèria, Peter Strasser, va proposar bombardejar Nova York amb bombes incendiàries, llançades des de zeppelins L70 de llarg abast al juny de 1918, però l'almirall Reinhard Scheer s'hi va oposar.
Després d'estudis posteriors, amb bidons de cinc litres de benzè, el 1918, la bomba Elektronbrandbombe va ser desenvolupada per científics i enginyers de l'empresa química alemanya Griesheim-Elektron. Aquesta bomba s'iniciava amb una càrrega de termita però la càrrega combustible principal era la carcassa d'aliatge d'alumini i magnesi, que es començava a encendre 650° C, cremava a 1.100° C i generava un vapor que cremava a 1.800° C. La carcassa d'aliatge tenia l'avantatge addicional de la seva lleugeresa, ja que tenia una quarta part de la densitat de l'acer, fet que permetia a cada avió portar-ne una quantitat més gran. L'Oberste Heeresleitung (comandament general de les forces armades alemanyes) va idear una operació anomenada «pla de foc» (en alemany Feuerplan), que consistia en l'ús de tota la flota aèria de bombarders pesants, enviats en onades sobre Londres i París, que llançaria tantes bombes com fos possible, fins l'esgotament de les tripulacions o la demolició de tots els avions. S'esperava iniciar una tempesta de foc a ambdues capitals que hauria forçat la pau. Milers de bombes Elektron es van acumular a les bases d'aviació avançades, i l'operació era programada per l'agost i setembre de 1918, però en ambdós casos es va revocar l'ordre de sortida en l'últim moment, possiblement per la por a represàlies contra ciutats alemanyes. La RAF també tenia la seva Baby incendiary bomb (BIB), que contenia una càrrega de termita.

### Guerra civil espanyola

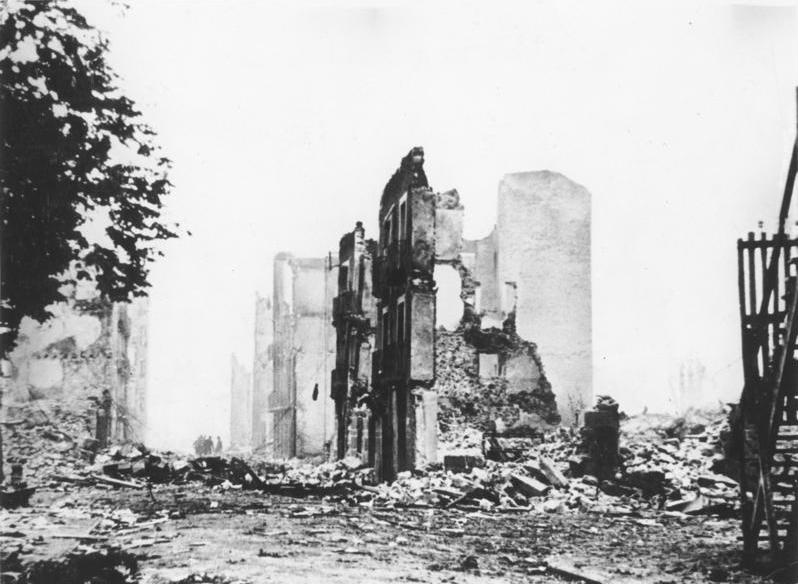
Gernika després de l'incendi (1937)

Durant l'entreguerra els alemanys van perfeccionar la bomba Elektron que va ser utilitzada una primera vegada sobre Gernika el 26 d'abril de 1937. Es considera un assaig de la Segona Guerra Mundial. La Legió Còndor alemanya va utilitzar la tàctica de primer llençar bombes explosius per obrir les teulades i en una segona ona treure bombes incendiàries que així podien penetrar dins dels edificis i fer la seva obra destructora. El bombardeig de Guernica, el bombardeig en estora va ser l'ofensiva que més morts va causar en la guerra espanyola. Ha esdevingut un símbol dels horrors de la guerra per a tot el món. Els aliats de la Segona Guerra Mundial van utilitzar la mateixa tàctica entre 1943 i 1945 a moltes ciutats d'Alemanya, amb el mateix objectiu: la guerra psicològica contra la població civil.

### Segona Guerra Mundial

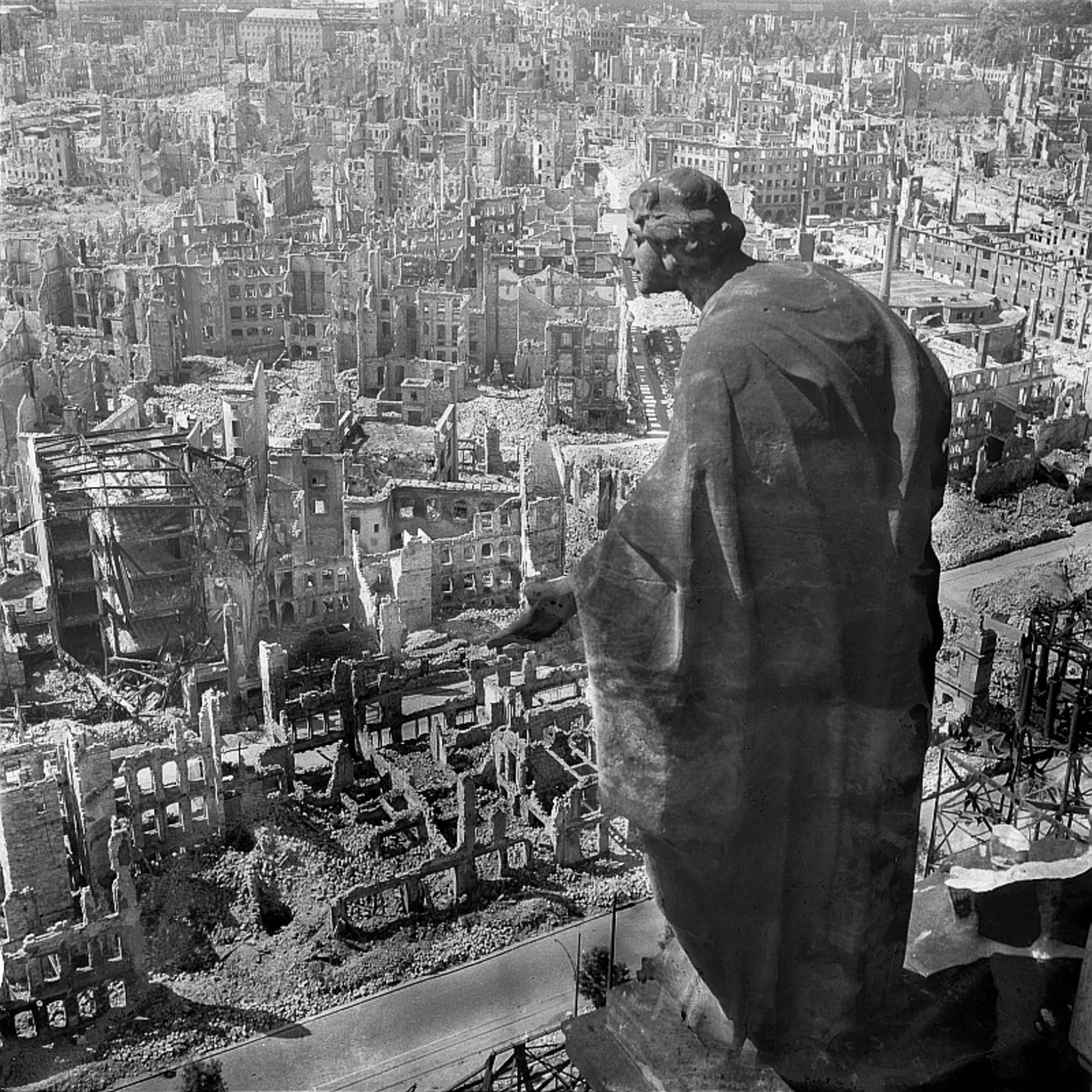
Dresden el desembre de 1945

Les bombes incendiàries van ser àmpliament utilitzades durant la Segona Guerra Mundial, sovint juntament amb les bombes explosives normals. Entre les operacions incendiàries dels aliats destaquen l'operació Gomorra a Hamburg i el bombardeig de Dresden. Es van utilitzar moltes configuracions diferents amb diversos tipus de substàncies incendiàries, com ara un polímer de metacrilat d'isobutil, napalm o altres formes gelatinoses de petroli desenvolupades pel U.S. Chemical Warfare Service (Servei de guerra química dels Estats Units). El 1945, napalm, desenvolupat a Harvard el 1942 va matar més de 87.500 persones a Tòquio, més que el bombardeig atòmic de Hiroshima i Nagasaki i va incendiar 64 ciutats japoneses més.

### Guerra de Corea
La Guerra de Corea (1950-1953) va ser el primer conflicte bel·lic al qual armes incendiàries a base de napalm va ser utilitzades a gran escala. El 1953, divuit dels vint-i-dues ciutats majors de Corea del Nord van ser completament arrasades amb armes convencionals: 386.037 tones americanes d'explosius a més de 32.353 tones de napalm. El general estatunidenc Curtis LeMay (1906-1990) va declarar: «Hem incendiat quasi cada ciutat del Corea del Nord i del Sud. Vam matar més d'un milió de civils i unes quants milions més vam caçar fora de les seves habitatges.» Llançar un envàs ple de napalm líquid des d'un avió i incendiar-lo des d'un segon avió amb les metralladores era una de les tàctiques preferides. També es va experimentar amb una nova bomba incendiària, que ans al contrari del napalm, no creava una bola de foc única, però es desplaçava a la superfície i dispersava el foc en totes direccions.

### Guerra del Vietnam

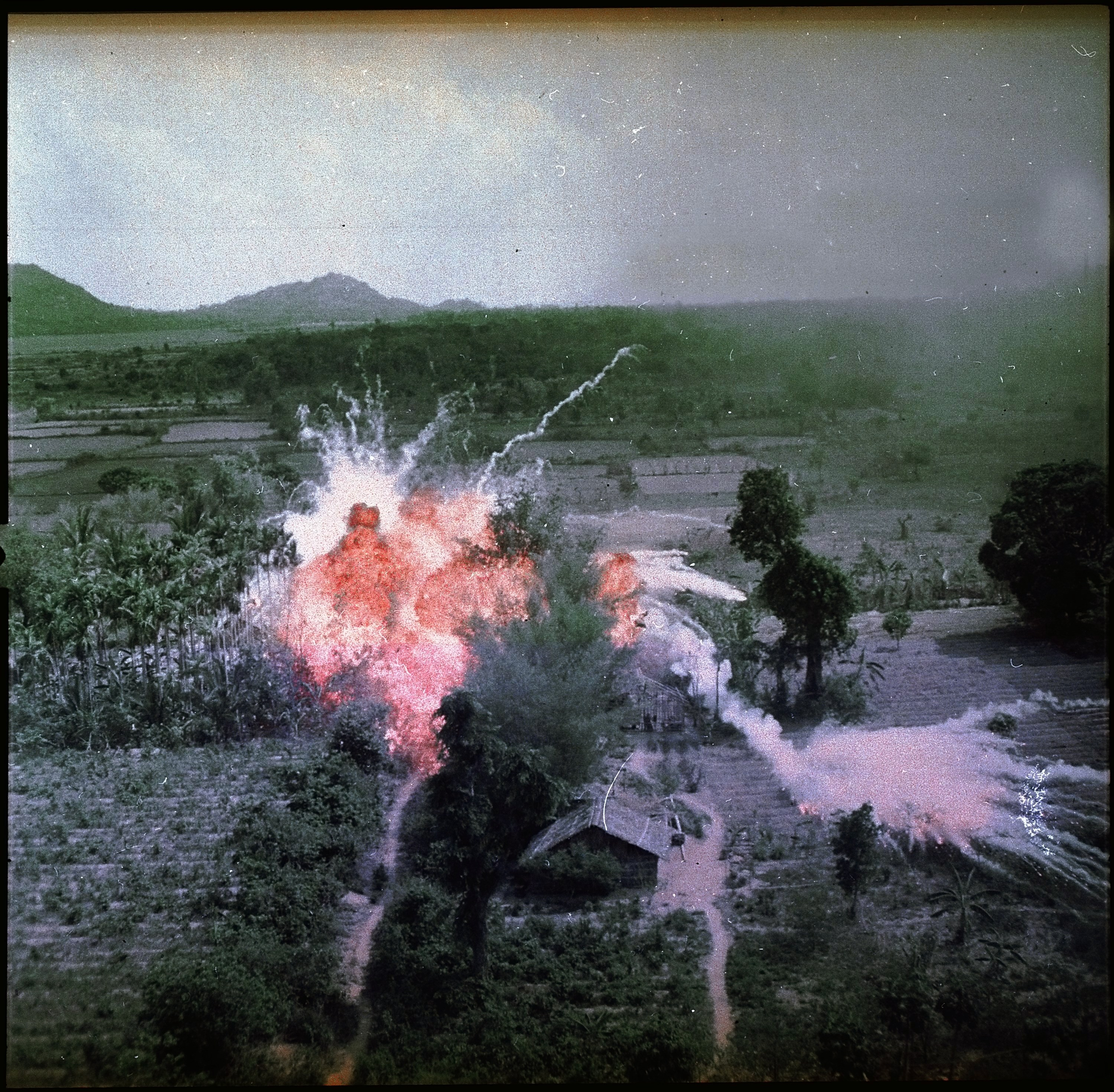
Atac amb napalm al Vietnam

A la Guerra del Vietnam, les Forces Aèries dels Estats Units d'Amèrica van desenvolupar la CBU-55, una bomba de dispersió incendiària a base de propà, una arma que només es va utilitzar una vegada en aquest conflicte. El napalm ans al contrari va esdevenir un element essencial en l'estratègia de l'exèrcit dels Estats Units, utilitzat tant per raons tàctiques com per terroritzar la població. S'estima que entre 1963 i 1973 se'n van llençar uns 388.000 mil tones americanes a la regió, en comparació amb les 32.357 tones en tres anys a la guerra de Corea i 16.500 tones al Japó el 1945.

### Orient mitjà
Tots els camps enemics van utilitzar dispositius incendiaris en el conflicte. Israel se'n va servir durant la Guerra dels Sis Dies i el 1980 al Líban. Un dels incidents més estranys va ser el bombardeig amb napalm per l'exèrcit israelià contre el vaixell americà USS Liberty, que va deixar 34 morts 174 ferits el 24 de juny de 1967. Egipte en va utilitzar el 1973 a la Guerra del Yom Kippur. El 1991 a la guerra del Golf els aliats van utilitzar-ne per incendiar les trinxeres omplertes de petroli, tal com Sadam Hussein va fer contra la població kurda. A la darreria de 1997 Turquia va utilitzar armes incendiàries contra pobles kurds al nord de l'Iraq. Des de 2002 hi ha acusacions repetides contra el president sirià Bashar al-Assad per l'ús de napalm en la Guerra Civil siriana. El juny de 2016, la Força Aèria russa hauria atacat ciutats a l'entorn d'Alep amb napalm i fòsfor blanc.

## Estatut legal: prohibit contra la població civil
El 10 d'abril de 1981, l'antecessor de l'Oficina d'afers de desarmament (UNODA) de les Nacions Unides va publicar el Protocol III sobre la restricció de certes armes convencionals que causen massa ferits i que tenen efectes indiscriminats. Prohibeix l'ús contra la població o edificis civils en qualsevol circumstància de «qualsevol arma o munició que sigui principalment dissenyada per incendiar objectes o causar cremades a les persones per l'acció de flames, calor o una combinació d'aquests, produïda per una reacció química d'una substància entregada a l'objectiu». Tampoc es poden utilitzar contra objectius militars, quan aquests es troben al mig d'una gran concentració de civils. L'Estat Espanyol va aprovar aquest protocol el 29 de desembre de 1993.